# Дуплекс (телекоммуникации)
Ду́плекс (лат. duplex — двухсторонний) — способ связи с использованием приёмопередающих устройств (модемов, сетевых карт, раций, телефонных аппаратов и др.).
- Реализующее дуплексный способ связи устройство может в любой момент времени и передавать, и принимать информацию. Передача и приём ведутся устройством одновременно по двум физически разделённым каналам связи (по отдельным проводникам, на двух различных частотах и др. за исключением разделения во времени — поочерёдной передачи). Пример дуплексной связи — разговор двух людей (корреспондентов) по обычному телефону: каждая из сторон сеанса связи в любой момент времени может и говорить, и слушать своего корреспондента. Дуплексный способ связи иногда называют полнодуплексным (от англ. full-duplex); это синонимы.

Помимо дуплексной, выделяют полудуплексную и симплексную связь.
- Реализующее полудуплексный (англ. half-duplex) способ связи устройство в один момент времени может либо передавать, либо принимать информацию. Как правило, такое устройство строится по трансиверной схеме. Пример полудуплексной связи — разговор по рации: каждый из корреспондентов в один момент времени либо говорит, либо слушает. Для обозначения конца передачи и перехода в режим приёма корреспондент произносит слово «приём» (англ. «over»). Управление режимом работы радиостанции (приём или передача) может быть ручным (англ. Push-to-Talk (PTT) — кнопка или тангента переключения приём-передача, другое обозначение — MOX от англ. Manual control), голосовым (VOX — от англ. Voice control) или программным.
- Реализующее симплексный режим оборудование может передавать информацию только в одну сторону.

## Дуплексный режим
Дуплексная радиосвязь предусматривает одновременную двустороннюю передачу информации. Исторически первыми концепцию реализовали трансатлантический телеграф (1870-е), телетайпы (1890-е). Идея вызвана необходимостью экономии спектра физического канала. Режим, когда передача данных может производиться одновременно с приёмом данных (иногда его также называют «полнодуплексным», для того чтобы яснее показать разницу с полудуплексным).
Дуплексная связь обычно осуществляется с использованием двух каналов связи: первый канал — исходящая связь для первого устройства и входящая для второго, второй канал — исходящая для второго устройства и входящая для первого.
Суммарная скорость обмена информацией по каналу связи в данном режиме может достигать своего максимума. Например, если используется технология Fast Ethernet со скоростью 100 Мбит/с, то скорость может быть близка к 200 Мбит/с (100 Мбит/с — передача и 100 Мбит/с — приём).
В ряде случаев возможна дуплексная связь с использованием одного канала связи. В этом случае устройство при приёме данных вычитает из сигнала свой отправленный сигнал, а получаемая разница является сигналом отправителя (модемная связь по телефонным проводам, Gigabit Ethernet 1000BASE-T).

## Полудуплексный режим
Полудуплекс — режим, при котором, в отличие от дуплексного, передача ведётся по одному каналу связи на разных частотах в обоих направлениях, но с разделением по времени (в каждый момент времени передача ведётся только в одном направлении). Полная скорость обмена информацией по каналу связи в этом режиме по сравнению с дуплексом имеет вдвое меньшее значение.
Разделение во времени вызвано тем, что передающий узел в конкретный момент времени полностью занимает канал передачи. Явление, когда несколько передающих узлов пытаются в один и тот же момент времени осуществлять передачу, называется коллизией и при методе управления доступом CSMA/CD считается нормальным, хотя и нежелательным явлением.
Этот режим применяется тогда, когда в сети используется коаксиальный кабель или в качестве активного оборудования используются концентраторы.
В зависимости от аппаратного обеспечения (например, при использовании одного и того же контура для приёма и передачи в рациях),  одновременные приём и передача в полудуплексном режиме могут быть или физически невозможны или не исключат возникновение коллизий.

## Терминология в Регламенте радиосвязи
Как правило, под симплексной связью понимают одностороннюю связь (например радиовещание, когда радиопередача ведётся в одном направлении: от радиостанции к слушателям), в то время как дуплексная и полудуплексная связь — двухсторонняя (передача возможна в обоих направлениях: дуплексная — одновременно, полудуплексная — с разделением во времени). Однако Регламент радиосвязи даёт несколько иные определения симплексной и полудуплексной связи, что является причиной недоразумений:
Симплекс (Simplex) Симплексная связь — способ связи, при котором передача возможна попеременно в каждом из двух направлений канала электросвязи посредством, например, ручного управления (ст. 1.125).
Дуплекс (Duplex) Дуплексная связь — способ связи, при котором передача возможна в обоих направлениях канала электросвязи (ст. 1.126).
Полудуплекс (Semi-duplex) Полудуплексная связь — способ симплексной связи на одном конце линии и дуплексной связи на другом (ст. 1.127).

## Терминология в ГОСТ 24375-80 (Радиосвязь. Термины и определения)
Симплексная радиосвязь — двухсторонняя радиосвязь, при которой передача и прием на каждой радиостанции осуществляются поочередно.
Одночастотная симплексная радиосвязь — симплексная радиосвязь, при которой связь между радиостанциями осуществляется на одной частоте.
Двухчастотная симплексная радиосвязь — симплексная радиосвязь, при которой связь между радиостанциями осуществляется на разных частотах.
Полудуплексная радиосвязь — симплексная радиосвязь с автоматическим переходом с передачи на прием с возможностью переспроса корреспондента.
Дуплексная радиосвязь — двухсторонняя радиосвязь, при которой передача осуществляется одновременно с радиоприемом.